# 爆笑問題&霜降り明星のシンパイ賞!!
『爆笑問題&霜降り明星のシンパイ賞!!』（ばくしょうもんだいアンドしもふりみょうじょうのシンパイしょう）は、2019年10月5日から2021年9月19日までテレビ朝日系列で放送されていたバラエティ番組。全74回（38回+36回）。爆笑問題と霜降り明星の冠番組。
開始から2020年9月までは、『爆笑問題のシンパイ賞!!』（ばくしょうもんだいのシンパイしょう）として放送していた。

## 番組概要
爆笑問題と霜降り明星がレギュラー出演で共演するのは初となる。
世の中のさまざまな「心配事=シンパイ」を爆笑問題チーム（お笑い第三世代 - お笑い第四世代）・霜降り明星チーム（お笑い第七世代）の芸人たちがそれぞれロケに行き、その模様をスタジオのメンバーがトークを交えつつ見守る。両チームのVTRを見終えたあと、どちらがよりシンパイかを爆笑問題・霜降り明星・新井恵理那の5人による投票で決定する。シンパイの基準は曖昧で、事実上は「どちらが面白いか」というものであり、負けが10回溜まると「ジュッパイ賞」として過酷なロケに行かされることとされていた。
2020年4月18日（第20回）以降は新型コロナウイルス感染症の影響によってロケが困難になったため、「お笑い芸人のシンパイ」に焦点を当てたスタジオトーク中心の企画にリニューアルされた。全国ネットに移行後も現行のこのスタイルで継続されているため、実際以前のスタイルはタイトルの「シンパイ賞」だけを残して全滅という形になった。
2020年6月13日には初の全国ネット・ゴールデン特番として、「シンパイなネタSP」から派生した企画「爆笑問題vs霜降り明星 第七世代と真剣勝負せよ!ネタジェネバトル2020」、同年10月10日にも全国ネットに先駆けて「爆笑問題vs霜降り明星 世代を超えて勝負せよ!ネタジェネバトル2020秋の陣」がそれぞれ放送された。
2020年の秋改編で『爆笑問題&霜降り明星のシンパイ賞!!』にタイトルが改題されたうえ、同年10月11日から放送時間を日曜 21:55 - 22:25に移動して全国ネットで放送されていた（なお、移動後の後続番組『テレビ千鳥』への接続は、ステブレレスとなっていた。）。
「芸人シンパイニュースショー」ではテレビ朝日アナウンサーが下らない話題でも真面目にニュースを読み、事件報道風の再現イメージCGは田中が極端に低身長にされていたり、太田が入る熱い風呂の湯をマグマのように表現するなど凝った作りになっていた。
2021年9月19日をもって放送終了。終了後の爆笑問題の出演番組枠は水曜0:15 - 0:45（火曜24:15 - 24:45）に移動して『まさかのルールはなぜできた!? 作画プレゼン!刺さルール』が編成され、2022年4月以降は放送時間はそのままにスーパーバラバラ大作戦の火曜第3部として『爆問×伯山の刺さルール!』に改題された。
2022年1月7日23:15 - 24:15には、『芸人シンパイニュース』と題して本番組終了後初の復活特番が放送された。同年には不定期特番「勝手にシンパイショー」も2回放送された。
2023年以降は年始特番として三が日夜に放送しており、M-1グランプリファイナリストや、前年トラブルに巻き込まれた芸人を中心に取り上げている。

## 出演者

### レギュラー
- 爆笑問題
  - 田中裕二 - 字幕の発言テロップは水色
  - 太田光 - 字幕の発言テロップは黄色
- 霜降り明星
  - せいや - 字幕の発言テロップは白
  - 粗品 - 字幕の発言テロップは緑
- 新井恵理那 - 司会進行。

### 週替わりレギュラー
- 四千頭身
  - 都築拓紀
  - 後藤拓実
  - 石橋遼大
- 宮下草薙
  - 草薙航基
  - 宮下兼史鷹
- EXIT
  - りんたろー。
  - 兼近大樹
- かが屋
  - 賀屋壮也
  - 加賀翔[注 1]
- 野村真季（テレビ朝日アナウンサー） - 「芸人シンパイニュースショー」にレギュラー出演。

## 放送リスト

### レギュラー版
2019年
| 回 | 放送日   | 放送内容                                                          | シンパイ調査員         | 備考 |
| -- | -------- | ----------------------------------------------------------------- | ---------------------- | ---- |
| 1  | 10月5日  | 紅一点のロックバンド 男女関係でドロドロしてそうでシンパイ         | 四千頭身               |      |
| 1  | 10月5日  | 田舎で24時間営業しているお店がシンパイ                            | BOOMER                 |      |
| 2  | 10月19日 | 街でよく見かける路上占い師がちゃんと食べられてるかシンパイ        | 宮下草薙               |      |
| 2  | 10月19日 | ユーモア教室でどんなユーモアを教えているかシンパイ                | 松村邦洋               |      |
| 3  | 10月26日 | 全然客が止まらない路上ミュージシャンのメンタルがシンパイ          | EXIT                   |      |
| 3  | 10月26日 | 地下アイドルが地獄を見てないかシンパイ                            | 三又又三               |      |
| 4  | 11月9日  | スマホの画面がバキバキの女の子 私生活も乱れてそうでシンパイ       | かが屋                 |      |
| 4  | 11月9日  | 安室ロスの人がシンパイ                                            | X-GUN                  |      |
| 5  | 11月23日 | 全然客が来なさそうな旅館の経営が成り立っているかシンパイ          | 四千頭身               |      |
| 5  | 11月23日 | いくつになっても現役で働き続けてる人がシンパイ                    | レッド吉田（TIM）      |      |
| 6  | 11月30日 | 売れていない大食いYouTuberがシンパイ                              | 宮下草薙               |      |
| 6  | 11月30日 | 最終電車で寝過ごして とんでもなく遠い駅まで来ちゃった人がシンパイ | BOOMER                 |      |
| 7  | 12月7日  | ハロウィーンの街の治安がめちゃくちゃになってないかシンパイ        | かが屋                 |      |
| 7  | 12月7日  | 人気がない動物園がシンパイ                                        | プリンプリン           |      |
| 8  | 12月14日 | ギャル男がその後ちゃんと働けているかシンパイ                      | まんじゅう大帝国       |      |
| 8  | 12月14日 | 聞き馴染みのない国の専門料理店の経営がシンパイ                    | ノッチ（デンジャラス） |      |

2020年
| 回 | 放送日  | 放送内容                                                                            | シンパイ調査員                   | 備考 |
| -- | ------- | ----------------------------------------------------------------------------------- | -------------------------------- | ---- |
| 9  | 1月11日 | 外観が怪しいお店がシンパイ                                                          | EXIT                             |      |
| 9  | 1月11日 | 滝行に来る人 相当嫌なことあったんじゃないかシンパイ                                 | 三又又三                         |      |
| 10 | 1月18日 | 犯罪に巻き込まれる人の危機管理能力がシンパイ                                        | かが屋                           |      |
| 10 | 1月18日 | ボディビルダーの日常生活不便してそうでシンパイ                                      | プリンプリン                     |      |
| 11 | 1月25日 | 平日に一日中ギャンブル場にいる人の収支がシンパイ                                    | 四千頭身                         |      |
| 11 | 1月25日 | 田舎のホストクラブの経営がシンパイ                                                  | BOOMER                           |      |
| 12 | 2月8日  | マイナースポーツに人生を懸けている人がシンパイ                                      | 宮下草薙                         |      |
| 12 | 2月8日  | 全く売れていないものまね芸人がシンパイ                                              | 神奈月                           |      |
| 13 | 2月15日 | お騒がせな辞め方をした元アイドルがシンパイ                                          | EXIT                             |      |
| 13 | 2月15日 | 平日の午前中から飲んでいる人は人生やけくそになってないかシンパイ                    | ノッチ（デンジャラス）           |      |
| 14 | 2月22日 | 冬の怪談師がシンパイ                                                                | かが屋                           |      |
| 14 | 2月22日 | 売れていないモデルがシンパイ                                                        | 磯山さやか、松村邦洋             |      |
| 15 | 3月7日  | マニアックすぎる雑誌の出版社 経営が成り立ってるかシンパイ                           | 四千頭身                         |      |
| 15 | 3月7日  | 最終電車で寝過ごしてめちゃくちゃ遠い駅に来ちゃった人がシンパイ                      | BOOMER                           |      |
| 16 | 3月14日 | フリマアプリで訳ありなモノを出品している人がシンパイ                                | 宮下草薙                         |      |
| 16 | 3月14日 | オーケストラのシンバル 出番少なそうでシンパイ                                       | つぶやきシロー                   |      |
| 17 | 3月21日 | 番組放送から半年… 今まで調査に出た中からその後が気になるシンパイな人をピックアップ! |                                  |      |
| 18 | 4月4日  | 特別編 霜降りチームが大集合!                                                        | 四千頭身、EXIT、かが屋           |      |
| 19 | 4月11日 | 特別編 霜降りチームが大集合!                                                        | 四千頭身、宮下草薙、EXIT、かが屋 |      |

| 回 | 放送日                                                                   | 放送内容 | 週替わりレギュラー | ゲスト | 備考                                                                                |
| -- | ------------------------------------------------------------------------ | --- | --- | --- | ----------------------------------------------------------------------------------- |
| 20 | 4月18日                                                                  | シンパイなネタSP!! 第1夜 | EXIT | ニューヨーク |                                                                                     |
| 21 | 4月25日                                                                  | シンパイなネタSP!! 第2夜 | EXIT、かが屋 | ニューヨーク、ルシファー吉岡 |                                                                                     |
| 22 | 5月9日                                                                   | シンパイなネタSP!! 第3夜 | 四千頭身 | 流れ星 |                                                                                     |
| 23 | 5月16日                                                                  | シンパイなネタSP!! 最終夜 | 四千頭身 | 流れ星、とろサーモン |                                                                                     |
| 24 | 5月23日                                                                  | 100％スタジオトークのSP企画 | | BOOMER |                                                                                     |
| 25 | 6月6日                                                                   | 芸人シンパイニュースショー | 宮下草薙、EXIT | 伊織（からし蓮根）、とにかく明るい安村、ですよ。、永野、にゃんこスター、ニューヨーク、ねづっち、長谷川雅紀（錦鯉） |                                                                                     |
| 26 | 6月13日                                                                  | SNSの波に乗れてない芸人がシンパイ | EXIT、かが屋 | ねお、BOOMER |                                                                                     |
| SP | 『爆笑問題VS霜降り明星 第7世代と真剣勝負せよ!ネタジェネバトル2020』      | 『爆笑問題VS霜降り明星 第7世代と真剣勝負せよ!ネタジェネバトル2020』 | 『爆笑問題VS霜降り明星 第7世代と真剣勝負せよ!ネタジェネバトル2020』 | 『爆笑問題VS霜降り明星 第7世代と真剣勝負せよ!ネタジェネバトル2020』 | 『爆笑問題VS霜降り明星 第7世代と真剣勝負せよ!ネタジェネバトル2020』                 |
| SP | 6月13日                                                                  | 【MC】爆笑問題、霜降り明星、新井恵理那 【ゲスト審査員】アンミカ、関口メンディー、高橋英樹、丸山桂里奈、若槻千夏 【爆笑問題チーム】ナイツ、ミルクボーイ、ロバート、ミキ、 とろサーモン、NON STYLE 【霜降り明星チーム】EXIT、3時のヒロイン、かが屋、宮下草薙、四千頭身、ぺこぱ 【第7世代カタログ】納言、まんじゅう大帝国、ぼる塾、ニューヨーク、GAG | 【MC】爆笑問題、霜降り明星、新井恵理那 【ゲスト審査員】アンミカ、関口メンディー、高橋英樹、丸山桂里奈、若槻千夏 【爆笑問題チーム】ナイツ、ミルクボーイ、ロバート、ミキ、 とろサーモン、NON STYLE 【霜降り明星チーム】EXIT、3時のヒロイン、かが屋、宮下草薙、四千頭身、ぺこぱ 【第7世代カタログ】納言、まんじゅう大帝国、ぼる塾、ニューヨーク、GAG | 【MC】爆笑問題、霜降り明星、新井恵理那 【ゲスト審査員】アンミカ、関口メンディー、高橋英樹、丸山桂里奈、若槻千夏 【爆笑問題チーム】ナイツ、ミルクボーイ、ロバート、ミキ、 とろサーモン、NON STYLE 【霜降り明星チーム】EXIT、3時のヒロイン、かが屋、宮下草薙、四千頭身、ぺこぱ 【第7世代カタログ】納言、まんじゅう大帝国、ぼる塾、ニューヨーク、GAG | 18:56 - 20:54に放送。 初の全国ネット。                                              |
| 27 | 6月20日                                                                  | 芸人シンパイニュースショー | 四千頭身、かが屋 | 岡野陽一、ナダル（コロコロチキチキペッパーズ）、サンシャイン池崎、松村邦洋、三又又三、レイザーラモンRG |                                                                                     |
| 28 | 7月4日                                                                   | お笑い界の歴史をほとんど知らないEXIT兼近がシンパイ | EXIT | BOOMER |                                                                                     |
| 29 | 7月11日                                                                  | 芸人シンパイニュースショー | | 阿佐ヶ谷姉妹、池田一真（しずる）、おいでやす小田、岡野陽一、鬼越トマホーク、椿鬼奴、ニューヨーク |                                                                                     |
| 30 | 7月18日                                                                  | 「ネタジェネバトル」の未公開トークSP | 四千頭身、宮下草薙、EXIT、かが屋 | GAG、とろサーモン、ナイツ、ニューヨーク、NON STYLE、ぺこぱ、ミキ、ロバート |                                                                                     |
| 31 | 7月25日                                                                  | 芸人たちのシンパイなネタ 第2弾 | かが屋 | 赤もみじ、サスペンダーズ、錦鯉 |                                                                                     |
| 32 | 8月8日                                                                   | これキレていいですか?審議会 | | 蛙亭、コウテイ、しずる |                                                                                     |
| 33 | 8月15日                                                                  | 自分はまだマシ! 安心クリニック | | 久保田かずのぶ（とろサーモン）、鈴木もぐら（空気階段）、ヒコロヒー、尾関高文（ザ・ギース）、斎藤ちはる（テレビ朝日アナウンサー） |                                                                                     |
| 34 | 8月29日                                                                  | 芸人シンパイニュースショー | 四千頭身 | ぺこぱ、伊織（からし蓮根）、伊藤俊介（オズワルド）、ゴー☆ジャス、トキ（藤崎マーケット）、ナダル（コロコロチキチキペッパーズ） | ※20分繰り下げ。 1:10 - 1:40に放送。                                                 |
| 35 | 9月5日                                                                   | シンパイレストラン | 宮下草薙、EXIT | タイムマシーン3号、折田智久（サルベース） |                                                                                     |
| 36 | 9月12日                                                                  | もしものシンパイシミュレーション | 宮下草薙、賀屋壮也（かが屋） | 井筒和幸、永野、田中章（プリンプリン）、田中永真（まんじゅう大帝国）、我こそは田中 | 田中裕二は欠席の為、田中軍団（田中章、田中永真、我こそは田中）が代役で出演。        |
| 37 | 9月19日                                                                  | クイズみちょぱ | EXIT | 池田美優、田中章（プリンプリン）、田中永真（まんじゅう大帝国）、我こそは田中 | 田中裕二は欠席の為、田中軍団（田中章、田中永真、我こそは田中）が代役で出演。        |
| 38 | 9月26日                                                                  | 深夜に置いておきたいシンパイな問題! | 四千頭身、宮下草薙、EXIT、賀屋壮也（かが屋） | ノッチ（デンジャラス） | 田中裕二が復帰。 ※ローカルセールス版最終回。                                        |
| SP | 『爆笑問題VS霜降り明星 世代を超えて勝負せよ!ネタジェネバトル2020秋の陣』 | 『爆笑問題VS霜降り明星 世代を超えて勝負せよ!ネタジェネバトル2020秋の陣』 | 『爆笑問題VS霜降り明星 世代を超えて勝負せよ!ネタジェネバトル2020秋の陣』 | 『爆笑問題VS霜降り明星 世代を超えて勝負せよ!ネタジェネバトル2020秋の陣』 | 『爆笑問題VS霜降り明星 世代を超えて勝負せよ!ネタジェネバトル2020秋の陣』            |
| SP | 10月10日                                                                 | 【MC】爆笑問題、霜降り明星、新井恵理那 【ゲスト審査員】池田美優、伊沢拓司、内田理央、高橋英樹、山田裕貴 【爆笑問題チーム】トレンディエンジェル、ナイツ、ジャルジャル、さらば青春の光、ぺこぱ、銀シャリ 【霜降り明星チーム】アインシュタイン、EXIT、3時のヒロイン、ミキ、ハナコ、宮下草薙、四千頭身 【ショートネタコレクション】5GAP、ダニエルズ、GAG、コウテイ、賀屋壮也、錦鯉、Mr.シャチホコ、団長安田（安田大サーカス）、松村邦洋、やす（ずん）、レイザーラモンRG | 【MC】爆笑問題、霜降り明星、新井恵理那 【ゲスト審査員】池田美優、伊沢拓司、内田理央、高橋英樹、山田裕貴 【爆笑問題チーム】トレンディエンジェル、ナイツ、ジャルジャル、さらば青春の光、ぺこぱ、銀シャリ 【霜降り明星チーム】アインシュタイン、EXIT、3時のヒロイン、ミキ、ハナコ、宮下草薙、四千頭身 【ショートネタコレクション】5GAP、ダニエルズ、GAG、コウテイ、賀屋壮也、錦鯉、Mr.シャチホコ、団長安田（安田大サーカス）、松村邦洋、やす（ずん）、レイザーラモンRG | 【MC】爆笑問題、霜降り明星、新井恵理那 【ゲスト審査員】池田美優、伊沢拓司、内田理央、高橋英樹、山田裕貴 【爆笑問題チーム】トレンディエンジェル、ナイツ、ジャルジャル、さらば青春の光、ぺこぱ、銀シャリ 【霜降り明星チーム】アインシュタイン、EXIT、3時のヒロイン、ミキ、ハナコ、宮下草薙、四千頭身 【ショートネタコレクション】5GAP、ダニエルズ、GAG、コウテイ、賀屋壮也、錦鯉、Mr.シャチホコ、団長安田（安田大サーカス）、松村邦洋、やす（ずん）、レイザーラモンRG | 18:56 - 20:54に放送。 全国ネット。 ゲストによる出演ドラマの番宣あり（内田・山田）。 |

| 回 | 放送日   | 放送内容                                                          | 週替わりレギュラー           | ゲスト | 備考                                |
| -- | -------- | ----------------------------------------------------------------- | ---------------------------- | --- | ----------------------------------- |
| 39 | 10月11日 | さとり芸人軍団がEXITのシンパイを解決!                             | EXIT、賀屋壮也（かが屋）     | 児嶋一哉（アンジャッシュ）、パペットマペット、金谷ヒデユキ | 全国ネット版初回。                  |
| 39 | 10月11日 | 芸人シンパイニュースショー                                        | 宮下草薙、賀屋壮也（かが屋） | 長谷川雅紀（錦鯉） | 全国ネット版初回。                  |
| 40 | 10月18日 | さとり芸人軍団が宮下草薙のシンパイを解決!                         | 宮下草薙、賀屋壮也（かが屋） | 三瓶、ハイキングウォーキング、児嶋一哉（アンジャッシュ） |                                     |
| 40 | 10月18日 | 芸人シンパイニュースショー                                        | 宮下草薙、賀屋壮也（かが屋） | 阿佐ヶ谷姉妹、ラランド |                                     |
| 41 | 10月25日 | BOOMER＆プリンプリンが空気階段のシンパイを解決!                   | EXIT、賀屋壮也（かが屋）     | 空気階段、BOOMER、プリンプリン |                                     |
| 41 | 10月25日 | 芸人シンパイニュースショー                                        | EXIT、賀屋壮也（かが屋）     | 岩崎一則（Hi-Hi）、やついいちろう（エレキコミック）、久保田かずのぶ（とろサーモン） |                                     |
| 42 | 11月1日  | 芸人シンパイニュースショー                                        | 宮下草薙                     | アントニー（マテンロウ）、伊織（からし蓮根）、コウテイ |                                     |
| 42 | 11月1日  | ここまで色々あった先輩トリオ軍団が四千頭身・石橋のシンパイを解決! | 四千頭身、宮下草薙           | 安田大サーカス、坪倉由幸（我が家）、秋山竜次（ロバート） |                                     |
| 43 | 11月8日  | 芸人シンパイニュースショーSP                                      | 四千頭身、賀屋壮也（かが屋） | すゑひろがりず、ジョイマン、土佐兄弟、トム・ブラウン、海原はるか・かなた、長谷川雅紀（錦鯉）、伊藤俊介（オズワルド）                                                                                              |                                     |
| 44 | 11月15日 | 芸人シンパイニュースショー                                        | 宮下草薙、EXIT               | おさる |                                     |
| 44 | 11月15日 | ダチョウ上島率いる「竜兵会」から緊急SOS                           | 宮下草薙、EXIT               | 上島竜兵・肥後克広（ダチョウ倶楽部）、安田和博（デンジャラス） |                                     |
| 45 | 11月22日 | 芸人シンパイニュースショー                                        | 宮下草薙、EXIT               | ニューヨーク、鬼越トマホーク |                                     |
| 45 | 11月22日 | ニューヨークのシンパイを解決!                                     | 宮下草薙、EXIT               | ニューヨーク、鬼越トマホーク |                                     |
| 46 | 11月29日 | 芸人シンパイニュースショー                                        | EXIT、賀屋壮也（かが屋）     | ラランド |                                     |
| 46 | 11月29日 | ラランドのシンパイを解決!                                         | EXIT、賀屋壮也（かが屋）     | ラランド |                                     |
| 47 | 12月13日 | 芸人シンパイニュースショーSP                                      | 四千頭身、賀屋壮也（かが屋） | GAG、すゑひろがりず、瀬下豊（天竺鼠）、土佐兄弟、ナダル（コロコロチキチキペッパーズ）、長谷川雅紀（錦鯉）、マヂカルラブリー、ミルクボーイ、向井慧（パンサー）、森田哲矢（さらば青春の光）、ルシファー吉岡、畠山健 |                                     |
| 48 | 12月20日 | 芸人シンパイニュースショー ― M-1 2020直後SP ―                     | 宮下草薙                     | アイロンヘッド、ウエストランド、おいでやす小田、すゑひろがりず、スーパーマラドーナ、千鳥、錦鯉、ニューヨーク、向井慧（パンサー）                                                                                  | ※15分繰り下げ 22:10 - 22:40に放送。 |

2021年
| 回 | 放送日  | 放送内容                                           | 週替わりレギュラー                       | ゲスト | 備考                                         |
| -- | ------- | -------------------------------------------------- | ---------------------------------------- | --- | -------------------------------------------- |
| 49 | 1月17日 | 宮下草薙のケンカがエスカレートしててシンパイ       | 宮下草薙、EXIT                           | 鬼越トマホーク、とろサーモン | この回に限り、見逃し配信は見送りとなった。   |
| 50 | 1月24日 | 錦鯉がおじさん過ぎて売れるのかシンパイ             | 賀屋壮也（かが屋）                       | 錦鯉、ハリウッドザコシショウ |                                              |
| 51 | 1月31日 | 話題の女芸人2人 謎の生態解明SP                     | 草薙航基（宮下草薙）、賀屋壮也（かが屋） | 蛙亭、吉住、伊藤俊介（オズワルド）、森本サイダー、大鶴肥満（ママタルト）、岡野陽一、ヒコロヒー、あいなぷぅ（パーパー）                               |                                              |
| 52 | 2月7日  | すゑひろがりずのシンパイ                           | 賀屋壮也（かが屋）                       | すゑひろがりず、原西孝幸（FUJIWARA） | 田中裕二は欠席。                             |
| 52 | 2月7日  | 突撃DRIVE 黒アウディ                               | 四千頭身                                 | 水川かたまり（空気階段）、鈴木拓（ドランクドラゴン）                                                                                                 | 田中裕二は欠席。                             |
| 53 | 2月14日 | 緊急企画! 爆笑問題・田中がシンパイ                 | EXIT                                     | 井口浩之（ウエストランド）、古坂大魔王、ウエンツ瑛士、日本エレキテル連合、伊集院光、中居正広                                                         | 田中裕二は欠席。                             |
| 54 | 2月21日 | おいでやすこがのシンパイ                           | 宮下草薙                                 | おいでやすこが、森下直人（ななまがり）、おたこぷー（プー&ムー）                                                                                      | 田中裕二は欠席。                             |
| 54 | 2月21日 | 蛙亭のシンパイ                                     | 草薙航基（宮下草薙）、賀屋壮也（かが屋） | 蛙亭 | 1月31日放送分の未公開シーン。                |
| 55 | 2月28日 | 今旬“熟れっ子”芸人ずん飯尾と阿佐ヶ谷姉妹のシンパイ | 宮下草薙                                 | 飯尾和樹（ずん）、阿佐ヶ谷姉妹 | 1時間SP（21:55 - 22:55） 田中裕二は欠席。    |
| 55 | 2月28日 | 突撃DRIVE 黒アウディ                               | 四千頭身、賀屋壮也（かが屋）             | 原田龍二 | 1時間SP（21:55 - 22:55） 田中裕二は欠席。    |
| 56 | 3月7日  | 薄幸とヒコロヒーのシンパイ                         | 賀屋壮也（かが屋）、宮下草薙             | 薄幸（納言）、ヒコロヒー、大原優一（ダンビラムーチョ）、野澤輸出（ダイヤモンド）、アミ（ポンループ）、つる（太陽の小町）、森田哲矢（さらば青春の光） | 田中裕二は欠席。                             |
| 57 | 3月21日 | かが屋復活SP                                       | かが屋                                   | ヒデ（ペナルティ）、児嶋一哉（アンジャッシュ） | この回から加賀翔（かが屋）と田中裕二が復帰。 |
| 58 | 3月28日 | シンパイなネタSP                                   | 宮下草薙                                 | アルコ&ピース、Aマッソ |                                              |
| 59 | 4月4日  | シンパイなネタSP                                   | 宮下草薙                                 | 鬼越トマホーク、オズワルド |                                              |
| 60 | 4月11日 | 突然雪国に移住…麒麟川島の親友が心配！SP            | かが屋                                   | 川島明（麒麟）、本坊元児（ソラシド） |                                              |

| 回 | 放送日  | 放送内容                                                     | スタジオゲスト                                                       | VTR出演者 | 備考     |
| -- | ------- | ------------------------------------------------------------ | -------------------------------------------------------------------- | --- | -------- |
| 61 | 5月2日  | シンパイな生き物図鑑                                         | 桜井日奈子                                                           | かが屋、ネルソンズ、しずる、ウエストランド、四千頭身、きつね、シソンヌ、スパイク、レインボー、蛙亭 |          |
| 62 | 5月9日  | シンパイな生き物図鑑                                         | 山本舞香                                                             | ゾフィー、そいつどいつ、錦鯉、空気階段、ザ・マミィ、GAG、ウエストランド、ビスケットブラザーズ、レインボー、トム・ブラウン |          |
| 63 | 5月16日 | 芸人シンパイニュース                                         | 市川紗椰                                                             | ナダル（コロコロチキチキペッパーズ）、伊藤俊介（オズワルド）、岩倉美里（蛙亭）、森本サイダー、大鶴肥満（ママタルト）、すゑひろがりず、ラランド |          |
| 63 | 5月16日 | シンパイな生き物図鑑                                         | 市川紗椰                                                             | インポッシブル、ウエストランド、うるとらブギーズ、かが屋、GAG、しずる、スパイク、ダニエルズ、ネルソンズ |          |
| 64 | 5月30日 | シンパイな結婚式図鑑                                         | 相席スタート                                                         | バッファロー吾郎A（バッファロー吾郎）、くっきー!（野性爆弾）、ミルクボーイ、かまいたち、トキ（藤崎マーケット）、藤田ユウキ（バンビーノ）、もう中学生、東貴博（Take2） |          |
| 64 | 5月30日 | シンパイな名言図鑑                                           | ヒコロヒー、ウエストランド                                           | |          |
| 65 | 6月6日  | 謎だらけ きつね・ZAZYのヤバすぎ私生活                        | きつね、ZAZY                                                         | |          |
| 65 | 6月6日  | シンパイな生き物図鑑                                         | 朝比奈彩                                                             | ニッポンの社長、ルシファー吉岡 |          |
| 66 | 6月13日 | 見取り図はシンパイ事だらけSP                                 | 見取り図、宮下草薙                                                   | 河井ゆずる（アインシュタイン）、荒川（エルフ）、ケツ（ニッポンの社長） |          |
| 66 | 6月13日 | シンパイな生き物図鑑                                         | 見取り図、宮下草薙                                                   | レインボー、シソンヌ、パーパー |          |
| 67 | 7月4日  | ヘンテコなお金遣い一斉調査                                   | かが屋、後藤拓実・都築拓紀（四千頭身）、宮下草薙                     | マヂカルラブリー、吉住、長谷川雅紀（錦鯉）、岡野陽一、テン（リンダカラー） |          |
| 67 | 7月4日  | 名言図鑑                                                     | かが屋、後藤拓実・都築拓紀（四千頭身）、宮下草薙                     | かが屋、ヒコロヒー |          |
| 68 | 7月11日 | 芸人のルーツ調査スペシャル                                   | フワちゃん、Aマッソ、かが屋                                          | 鬼越トマホーク、インポッシブル |          |
| 68 | 7月11日 | シンパイな生き物図鑑                                         | 朝比奈彩                                                             | Aマッソ、ゾフィー、そいつどいつ |          |
| 69 | 8月1日  | 芸人シンパイニュース                                         | ぼる塾、宮下草薙                                                     | |          |
| 70 | 8月22日 | シンパイゴシップ本人に直撃SP                                 | 村上（マヂカルラブリー）、稲田美紀（紅しょうが）、ラランド、四千頭身 | 鬼越トマホーク、マテンロウ、薄幸（納言）、たかし（トレンディエンジェル） |          |
| 71 | 8月29日 | シンパイなお金遣いを大調査                                   | 嶋佐和也（ニューヨーク）、長谷川雅紀（錦鯉）、かが屋                 | ナダル（コロコロチキチキペッパーズ）、河井ゆずる（アインシュタイン）、岡野陽一、サイトウナオキ（ゾフィー）、安部紀克（納言）、アントニー（マテンロウ）、渡辺隆（錦鯉） |          |
| 72 | 9月5日  | 見取り図にオススメ!上京したらここに住め!芸人我が街アピールSP | 見取り図、おいでやす小田、宮下草薙                                   | トム・ブラウン、永野、平子祐希（アルコ&ピース）、森田哲矢（さらば青春の光）、坂井良多（鬼越トマホーク） |          |
| 73 | 9月12日 | MC爆笑&霜降りのシンパイを出し尽くせSP                        |                                                                      | ウエンツ瑛士、田中みな実、井口浩之（ウエストランド）、望月隆寛（ダニエルズ）、竹内一希（まんじゅう大帝国）、イワクラ（蛙亭）、たかぴんア・ラ・モード★（ピンタンパン）、ZAZY、下田真生（コウテイ）、大東翔生（ダブルヒガシ）、前田龍二（なにわスワンキーズ） |          |
| 74 | 9月19日 | シンパイ芸人たち 最後の近況調査SP                            | かが屋、宮下草薙、四千頭身                                           | 伊藤俊介（オズワルド）、イワクラ（蛙亭）、大鶴肥満（ママタルト）、森本サイダー、薄幸（納言）、アミ（ポンループ）、大原優一（タンビラムーチョ）、野澤輪出（ダイヤモンド）、長谷川雅紀（錦鯉）、ジャック豆山、ヒコロヒー、ナダル（コロコロチキチキペッパーズ）、ニューヨーク、本坊元児（ソラシド）、BOOMER、プリンプリン、ノッチ（デンジャラス）、坪井直樹（テレビ朝日アナウンサー） | 最終回。 |

### 特番版
| 放送日        | スタジオゲスト                                     | VTR出演者 | 備考                                             | 脚注                 |
| ------------- | -------------------------------------------------- | --- | ------------------------------------------------ | -------------------- |
| 2022年1月7日  | 見取り図、宮下草薙、かが屋、ミキ、四千頭身         | 錦鯉、オズワルド、イワクラ（蛙亭）、真空ジェシカ、ジャック豆山、古澤（まんがごはん）、原澤たこやき（ゆっくりたいむ）、柏木成彦（素敵じゃないか）、太朗（元：ナミダバシ）、大鶴肥満（ママタルト）、森本サイダー、Aマッソ、フワちゃん、ラランド、ヒコロヒー、ぼる塾、真べぇ（ダブルアート）、河井ゆずる（アインシュタイン）、酒井貴士（ザ・マミィ）、岡野陽一、相席スタート、ナダル（コロコロチキチキペッパーズ）、久保田かずのぶ（とろサーモン）                                                                                          | 番組タイトルを「芸人シンパイニュース」として復活 | [ 7 ]                |
| 2022年7月31日 | 鬼越トマホーク、宮下草薙                           | かが屋、金井憧れ、マイケル富岡 | 番組タイトルを「勝手にシンパイショー」として復活 | [ 8 ]                |
| 2022年8月14日 | 後藤拓実・石橋遼大（四千頭身）、長谷川雅紀（錦鯉） | 錦鯉、四千頭身、原西孝幸（FUJIWARA）、ナダル（コロコロチキチキペッパーズ）、ダイアン、大西洋平（テレビ朝日アナウンサー） | 番組タイトルを「勝手にシンパイショー」として復活 | [ 9 ]                |
| 2023年1月2日  |                                                    | ウエストランド、真空ジェシカ、キュウ、男性ブランコ、ヨネダ2000、ランジャタイ、ママタルト、久保田かずのぶ（とろサーモン）、ラランド、錦鯉、本坊元児（ソラシド）、村上（マヂカルラブリー）、みなみかわ、高木貫太（ストレッチーズ）、BOOMER、プリンプリン、森本サイダー、ムラムラタムラ、佐川ピン芸人、宇野慎太郎（さすらいラビー）、お抹茶（トンツカタン）、生田いく（デンコーセッカ）、土屋、本間キッド・中嶋享（や団）、だーりんず、ジャック豆山、古澤（まんがごはん）、槙尾ユウスケ（かもめんたる）、野村真季（テレビ朝日アナウンサー） | 番組タイトルを「芸人シンパイニュース」として復活 | [ 10 ]               |
| 2024年1月3日  |                                                    | 令和ロマン、真空ジェシカ、ダンビラムーチョ、マユリカ、ヤーレンズ、ななまがり、ママタルト、久保田かずのぶ（とろサーモン）、サルゴリラ、又吉直樹（ピース）、向井慧（パンサー）、紅しょうが、とにかく明るい安村、ギャロップ、アントニー（マテンロウ）、みなみかわ、井口浩之（ウエストランド）、鬼越トマホーク、こたけ正義感、高木貫太（ストレッチーズ）、宇野慎太郎（さすらいラビー）、お抹茶（トンツカタン）、生田いく（デンコーセッカ）、土屋、野村真季（テレビ朝日アナウンサー）                                                         | 番組タイトルを「芸人シンパイニュース」として復活 | [ 11 ]               |
| 2025年1月2日  |                                                    | 令和ロマン、真空ジェシカ、トム・ブラウン、ヤーレンズ、ママタルト、JP、国崎和也（ランジャタイ）、兼光タカシ、やす子、ラランド、久保田かずのぶ（とろサーモン）、森下直人（ななまがり）、マルシア、野村真季・坪井直樹（テレビ朝日アナウンサー） | 番組タイトルを「芸人シンパイニュース」として復活 | [ 12 ] [ 13 ] [ 14 ] |

## ネット局

### 爆笑問題&霜降り明星のシンパイ賞!!（2020年10月11日 - 2021年9月19日）
| 放送対象地域   | 放送局                       | 系列           | 放送期間                       | 放送日時                     | ネット状況 |
| -------------- | ---------------------------- | -------------- | ------------------------------ | ---------------------------- | ---------- |
| 関東広域圏     | テレビ朝日（EX）             | テレビ朝日系列 | 2020年10月11日 - 2021年9月19日 | 日曜 21:55 - 22:25           | 制作局     |
| 北海道         | 北海道テレビ（HTB）          | テレビ朝日系列 | 2020年10月11日 - 2021年9月19日 | 日曜 21:55 - 22:25           | 同時ネット |
| 青森県         | 青森朝日放送（ABA）          | テレビ朝日系列 | 2020年10月11日 - 2021年9月19日 | 日曜 21:55 - 22:25           | 同時ネット |
| 岩手県         | 岩手朝日テレビ（IAT）        | テレビ朝日系列 | 2020年10月11日 - 2021年9月19日 | 日曜 21:55 - 22:25           | 同時ネット |
| 宮城県         | 東日本放送（KHB）            | テレビ朝日系列 | 2020年10月11日 - 2021年9月19日 | 日曜 21:55 - 22:25           | 同時ネット |
| 秋田県         | 秋田朝日放送（AAB）          | テレビ朝日系列 | 2020年10月11日 - 2021年9月19日 | 日曜 21:55 - 22:25           | 同時ネット |
| 山形県         | 山形テレビ（YTS）            | テレビ朝日系列 | 2020年10月11日 - 2021年9月19日 | 日曜 21:55 - 22:25           | 同時ネット |
| 福島県         | 福島放送（KFB）              | テレビ朝日系列 | 2020年10月11日 - 2021年9月19日 | 日曜 21:55 - 22:25           | 同時ネット |
| 新潟県         | 新潟テレビ21（UX）           | テレビ朝日系列 | 2020年10月11日 - 2021年9月19日 | 日曜 21:55 - 22:25           | 同時ネット |
| 長野県         | 長野朝日放送（abn）          | テレビ朝日系列 | 2020年10月11日 - 2021年9月19日 | 日曜 21:55 - 22:25           | 同時ネット |
| 静岡県         | 静岡朝日テレビ（SATV）       | テレビ朝日系列 | 2020年10月11日 - 2021年9月19日 | 日曜 21:55 - 22:25           | 同時ネット |
| 石川県         | 北陸朝日放送（HAB）          | テレビ朝日系列 | 2020年10月11日 - 2021年9月19日 | 日曜 21:55 - 22:25           | 同時ネット |
| 中京広域圏     | 名古屋テレビ（メ〜テレ/NBN） | テレビ朝日系列 | 2020年10月11日 - 2021年9月19日 | 日曜 21:55 - 22:25           | 同時ネット |
| 近畿広域圏     | 朝日放送テレビ（ABC TV）     | テレビ朝日系列 | 2020年10月11日 - 2021年9月19日 | 日曜 21:55 - 22:25           | 同時ネット |
| 愛媛県         | 愛媛朝日テレビ（eat）        | テレビ朝日系列 | 2020年10月11日 - 2021年9月19日 | 日曜 21:55 - 22:25           | 同時ネット |
| 香川県・岡山県 | 瀬戸内海放送（KSB）          | テレビ朝日系列 | 2020年10月11日 - 2021年9月19日 | 日曜 21:55 - 22:25           | 同時ネット |
| 広島県         | 広島ホームテレビ（HOME）     | テレビ朝日系列 | 2020年10月11日 - 2021年9月19日 | 日曜 21:55 - 22:25           | 同時ネット |
| 山口県         | 山口朝日放送（yab）          | テレビ朝日系列 | 2020年10月11日 - 2021年9月19日 | 日曜 21:55 - 22:25           | 同時ネット |
| 福岡県         | 九州朝日放送（KBC）          | テレビ朝日系列 | 2020年10月11日 - 2021年9月19日 | 日曜 21:55 - 22:25           | 同時ネット |
| 長崎県         | 長崎文化放送（ncc）          | テレビ朝日系列 | 2020年10月11日 - 2021年9月19日 | 日曜 21:55 - 22:25           | 同時ネット |
| 熊本県         | 熊本朝日放送（KAB）          | テレビ朝日系列 | 2020年10月11日 - 2021年9月19日 | 日曜 21:55 - 22:25           | 同時ネット |
| 大分県         | 大分朝日放送（OAB）          | テレビ朝日系列 | 2020年10月11日 - 2021年9月19日 | 日曜 21:55 - 22:25           | 同時ネット |
| 鹿児島県       | 鹿児島放送（KKB）            | テレビ朝日系列 | 2020年10月11日 - 2021年9月19日 | 日曜 21:55 - 22:25           | 同時ネット |
| 沖縄県         | 琉球朝日放送（QAB）          | テレビ朝日系列 | 2020年10月11日 - 2021年9月19日 | 日曜 21:55 - 22:25           | 同時ネット |
| 富山県         | チューリップテレビ（TUT）    | TBS系列        | 不明 - 不明                    | 水曜 1:06 - 1:36（火曜深夜） | 遅れネット |

### 爆笑問題のシンパイ賞!!（2019年10月 - 2020年9月26日）
- 全編ローカルセールス枠のため、テレビ朝日以外の通常時同時ネット局でも自主編成の都合上臨時に遅れネットまたは非ネットに変更することがある一方、通常時非ネット局でも臨時同時ネットで放送する場合があった。

| 放送対象地域 | 放送局                   | 系列           | 放送日時                     | ネット状況 |
| ------------ | ------------------------ | -------------- | ---------------------------- | ---------- |
| 関東広域圏   | テレビ朝日（EX）         | テレビ朝日系列 | 土曜 0:50 - 1:20（金曜深夜） | 制作局     |
| 青森県       | 青森朝日放送（ABA）      | テレビ朝日系列 | 土曜 0:50 - 1:20（金曜深夜） | 同時ネット |
| 岩手県       | 岩手朝日テレビ（IAT）    | テレビ朝日系列 | 土曜 0:50 - 1:20（金曜深夜） | 同時ネット |
| 山形県       | 山形テレビ（YTS）        | テレビ朝日系列 | 土曜 0:50 - 1:20（金曜深夜） | 同時ネット |
| 福島県       | 福島放送（KFB）          | テレビ朝日系列 | 土曜 0:50 - 1:20（金曜深夜） | 同時ネット |
| 静岡県       | 静岡朝日テレビ（SATV）   | テレビ朝日系列 | 土曜 0:50 - 1:20（金曜深夜） | 同時ネット |
| 宮城県       | 東日本放送（KHB）        | テレビ朝日系列 | 金曜 0:20 - 0:50（木曜深夜） | 遅れネット |
| 長野県       | 長野朝日放送（abn）      | テレビ朝日系列 | 日曜 1:40 - 2:10（土曜深夜） | 遅れネット |
| 近畿広域圏   | 朝日放送テレビ（ABC TV） | テレビ朝日系列 | 日曜 0:40 - 1:10（土曜深夜） | 遅れネット |
| 福岡県       | 九州朝日放送（KBC）      | テレビ朝日系列 | 月曜 0:40 - 1:10（日曜深夜） | 遅れネット |
| 長崎県       | 長崎文化放送（ncc）      | テレビ朝日系列 | 月曜 0:40 - 1:10（日曜深夜） | 遅れネット |

## スタッフ
- ナレーター：福井俊太郎（GAG）[注 6]、アフロ（MOROHA）[注 7]、山盛由果
- 構成：鈴木おさむ、都築浩、渡辺佑欣、谷口マサヒト、秋葉高彰、野口悠介
- TM：宮内大翼
- TD：平間隆啓
- カメラ：宮本邦慶、西村佳晃、新谷望美、高橋広、田代浩
- 音声：山岸美祝、安食愛美
- VE：小林祐輝、小林恭大、東那美
- 照明：越前充弘、大賓学
- 美術：遠藤ゆか
- デザイン：加藤由紀子
- 美術進行：渡邊眞太郎
- 大道具：栗田祥吾、松本友博
- 装飾：武村(宇都宮)沙織
- タイトル・CG：原田甫
- メイク：川口カツラ店
- 編集：五十嵐剛輝、百瀬瑛太郎
- MA：堀博勝
- 音効：加藤つよし
- 編成：北田暢子、小宮立千
- 宣伝：西田沙希
- デスク：永野智子
- 技術協力：JUNE SEP、テレビ朝日映像
- アシスタントディレクター：橋本淳平、辻淳之、安達拓未、山田慎也、横山美生、戸高嘉也、森禎晟
- アシスタントプロデューサー：渡邊優子（ガスコイン・カンパニー）、辻美子（ハンター）、岩間有香
- ディレクター：白岩大輔、長谷部雄人・南部剣志・峯田希生（クリーク・アンド・リバー社）、増井政憲（トップシーン）、松尾竜二（ダイジョブス）、柴田大輔、菅勇次朗、細田翔太郎
- チーフディレクター：笹田和宏
- 演出：舟橋政宏
- プロデューサー：荻野健太郎、宇和川隆（クリーク・アンド・リバー社）、市岡まさひこ（トップシーン）
- ゼネラルプロデューサー：奥田創史
- 制作協力：クリーク・アンド・リバー社、トップシーン
- 制作著作：テレビ朝日

### 過去のスタッフ
- TM：高田格
- 美術：小山晃弘
- デザイン：近藤千春
- 編成：沼田真明、岡村地郎、秋谷祥加
- 編集：菅原考弘
- MA：土屋翼
- 技術協力：RAFT CO.Ltd.
- アシスタントディレクター：大西智之、藤橋亜衣子